# Rasmus Lerdorf
Rasmus Lerdorf (născut în 22 noiembrie 1968 în Qeqertarsuaq, Groenlanda) este  un programator danezo-groenlandez cunoscut în special pentru crearea limbajului de programare PHP. Este autorul primelor două versiuni. Lerdorf a participat de asemenea în dezvoltarea versiunilor ulterioare, făcând parte din grupul de programatori care îi include pe Andi Gutmans și Zeev Suraski, care mai târziu au fondat Zend Technologies. În 1993 a absolvit Universitatea din Waterloo cu un titlu de Bachelor of Applied Science în Systems Design Engineering. Din septembrie 2002, este angajat al Yahoo! Inc. ca Inginer arhitect de infrastructura.

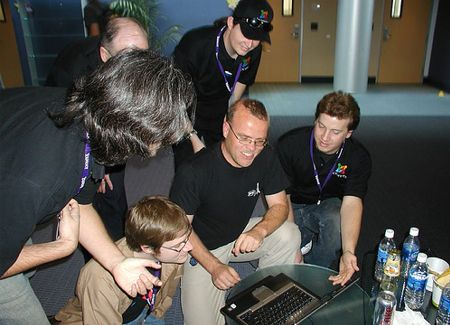
Rasmus Lerdorf discutând despre securitate cu programatori Joomla. Joomla! Developers at OSCMS 2007 Conference.

## Premii
În 2003, Lerdorf a fost numit în revista MIT Technology Review TR100 ca fiind unul dintre primii 100 de inovatori din lume sub vârsta de 35 de ani
.

### Interviuri
- en  – On O'Reilly
- en  – On sitepoint.com- Where Rasmus answers some questions put together by the SitePoint community.
- en  – Audio Conversation from itconversations.com
- en  – Interview on the FLOSS Weekly podcast with Leo Laporte and Chris DiBona